# Men in Love (film)
Pour plus de détails, voir Fiche technique et Distribution.
Men in Love est un film nigérian réalisé par Moses Ebere, sorti en 2010.

## Synopsis
Charles et Whitney forment un couple hétérosexuel uni, jusqu'à ce qu'un ami, Alex, leur rende visite. Whitney le laisse s'installer chez eux car elle pense qu'il aura une bonne influence sur son mari qui a tendance à la tromper. Mais Alex ne désire en fait qu'une chose : abuser de Charles. Il le drogue pour le violer. Après cela, Charles se révèle homosexuel, jusqu'à ce qu'un pasteur explique au couple qu'il était sous le charme d'un sortilège lancé par Alex.

## Distribution
- Tonto Dikeh : Whitney
- John Dumelo : Charles
- Muna Obiekwe : Alex
- Halima Abubakar : Flora
- Becky Ogbuefi : le pasteur
- Promise Amadi : Bobby
- Ndu Ugochukwu : Cain
- Queen Okoro : Tasha

## Autour du film
La presse du Ghana, pays de l'acteur John Dumelo, a accusé le film de « faire la promotion de l'homosexualité » et de montrer « comment un homme peut trouver du plaisir avec un autre homme ». John Dumelo a affirmé qu'il n'était pas homosexuel et voyait l'homosexualité comme mauvaise. Il a ajouté que Men in Love ne faisait pas la promotion de l'homosexualité, et « faisait prendre conscience que les homosexuels sont en fait probablement sous l'emprise de sortilèges démoniaques ».